# Голос травы
«Голос травы» — украинский кинофильм, мистическая драма, снятая по мотивам рассказов писателя-шестидесятника Валерия Шевчука. Фильм был показан в программе «Панорама» на Берлинском международном кинофестивале 1995 года.
Фильм рассказывает историю посвящения молодой волшебницы в тайны колдовства. Фильму присуща поэтическая стилистика, источником которой является украинский фольклор.

## Сюжет
Заброшенная деревня, из которой давно ушли жители. Остались в ней только последний домовой и пожилая колдунья Жабуниха. Однажды она видит ангела смерти и понимает, что её дни сочтены. В это же время к ней приходит молодая девушка, которая говорит, что услышала голос, который звал её сюда. Девушка начинает постигать тайны колдовства. Жабуниха говорит ей, что сама не знает, кто управляет ей, Бог или дьявол, однако она просит девушку свои чары использовать лишь на помощь людям.
Однажды приходит мужчина, который интересуется Жабунихой. Девушка отвечает, что она больна и не может выйти. Мужчтина уходит, а Жабуниха говорит, что на следующий день он приведёт с собой людей и им лучше спрятаться в лесу. Жабуниха и девушка перелетают в другое место, вскоре их догоняет и домовой. Жабуниха умирает, перед смертью попросив девушку выпить отвар. Когда девушка выпивает его, то слышит в себе голос Жабунихи: теперь она всегда будет сопровождать девушку. Домовой предлагает новой колдунье вернуться на прежнее место.

## В ролях
- Раиса Недашковская — Жабуниха
- Ольга Сумская — девушка
- Сергей Севастьянов — домовой
- Сергей Тарасов
- Владимир Миняйло
- Неле Савиченко
- И. Сумской
- Л. Заславский

## Награды
- 1994 — Международный фестиваль актёров кино «Созвездие[англ.]» — Приз за лучшую женскую роль (Раиса Недашковская, Ольга Сумская)[4]

## Факты
- Фильм снимался в Шишацком районе Полтавской области.
- В ряде сцен фильма актриса Ольга Сумская предстаёт полностью обнажённой.